# Sébastien Pocognoli
Sébastien Pocognoli, född 1 augusti 1987 i Liège, är en belgisk före detta fotbollsspelare som är tränare för Royale Union Saint-Gilloise. Pocognoli har tidigare spelat för belgiska KRC Genk, nederländska AZ Alkmaar, engelska West Bromwich Albion samt tyska Hannover 96.

## Klubbkarriär
Den 2 januari 2020 kom Pocognoli överens med Standard Liège om att bryta sitt kontrakt i klubben.

## Landslagskarriär
Pocognoli gjorde sin första landskamp för Belgiens herrlandslag i fotboll år 2008.